# George Henson
George Horace Henson (né le 25 décembre 1911 à Stony Stratford dans le Bedfordshire et mort le 25 avril 1988) est un joueur de football anglais qui évoluait au poste d'attaquant.

## Palmarès
| Bradford Park Avenue - Championnat d'Angleterre D2 : - Meilleur buteur : 1937-38 (27 buts). |  | Sheffield United - Championnat d'Angleterre D2 : - Vice-champion : 1938-39. |